# Emmanuel Samson
Emmanuel Samson Chamchain, dit Emmanuel Samson (1860-1926), est un peintre et sculpteur français. Élève d'Alphonse de Neuville et de Jean-Léon Gérôme, il fut un représentant notable de la peinture et sculpture animalières du XIXe et XXe siècles.

## Biographie

### Une jeunesse parisienne
Emmanuel Samson naît le 5 mai 1860 au no 2 de la rue de la Roquette à Paris 11e. Son père, Moïse Chamchain, dit Maurice Samson, est antiquaire, doreur et sculpteur, originaire d'Ennery, en Moselle. Sa mère, Henriette Meyer, est la fille d'un dessinateur sur étoffes, originaire de Mulhouse. Ses parents sont alors âgés respectivement de vingt-huit et dix-sept ans.
L'année suivante, Emmanuel Samson et ses parents déménagent pour s'installer quelques centaines de mètres plus loin, au 21, rue du faubourg Saint Antoine, faubourg réputé pour être le « faubourg du meuble ».
Emmanuel Samson montre très tôt des talents naturels pour le dessin, encouragé par ses oncles maternels : Alfred Meyer, céramiste émailleur réputé, Émile Meyer, lithographe, et Jacques Meyer, dit Henri Meyer, illustrateur de renom. Au mariage de ce dernier, en juillet 1869, le jeune Emmanuel Samson réside avec ses parents au 17, rue de Grenelle à Paris, 7e. 
Il a dix ans lorsqu’éclate la guerre franco-allemande de 1870, suivie de la Commune en 1871. 
En septembre 1872,  Emmanuel Samson voit sa mère mosellane, "optante à la nationalité française", choisir de conserver celle-ci après la défaite et la perte de l'Alsace-Moselle en 1871. Son oncle Alfred Meyer assurera durant cette période la sauvegarde de céramiques et d'objets d'art de la Manufacture de Sèvres. 
Cette guerre aura laissé des traces chez le jeune Emmanuel qui perdra son cousin Charles Demarcq au combat, durant la Commune de Paris. 
Alors que sonne la fin de l'occupation allemande en 1873, Emmanuel Samson et ses parents vivent au 10 rue Lafayette, Paris 9è. Le jeune Emmanuel Samson devient l’élève du peintre Alphonse de Neuville, et se forme également auprès du peintre Jean-Léon Gérôme. 
En 1886, installé au 7, rue Godot-de-Mauroy à Paris 9e, Emmanuel Samson épouse Adolphine Braga, née à Paris, de nationalité brésilienne, fille d'un lieutenant du génie de l'armée Impériale du Brésil. Il quitte rapidement le quartier de la Madeleine et installe provisoirement son atelier au 28, rue Legendre à Paris 17e.
En 1887 et 1888 naissent ses deux filles Marcelle et Henriette. Emmanuel Samson prépare à Paris, dans son nouvel atelier du 83, avenue de Villiers, sa première grande exposition au Salon des indépendants en 1889. Il y présente trois tableaux : Sur les quais, Rêverie, et Japonaise (fantaisie). Ce dernier tableau s'inscrit dans un courant artistique très en vogue durant les années 1860-1890, le japonisme, qui figure en bonne place dans l'architecture, les estampes et les céramiques présentées aux expositions universelles parisiennes de 1878 et 1889.
En 1890, alors que l’ami de la famille Benjamin Netter vient de décéder, Emmanuel Samson expose sa sculpture Relais Volant dans le cadre de l'Exposition internationale de Blanc et Noir, au Pavillon de la Ville de Paris sur les Champs Élysées. Cette exposition permet de mettre en lumière des dessins au crayon, à la plume, au lavis, sanguines, fusain, etc., tandis que la section Aquarelles et Pastels présente des dessins de crayons de couleurs, gouache, détrempes, émaux, porcelaines et miniatures.

### L'affirmation de son talent pour la création animalière
Emmanuel Samson quitte Paris pour s'installer à Levallois-Perret, au 21, Villa Chaptal, où naît sa troisième fille Suzanne en 1893. En 1894, il expose au Musée de Versailles ses sculptures Après ! Après ! et Bassets au repos, et ses peintures Escarmouche et À l'orée du bois. Il est soutenu par la Société des amis des arts du département de Seine-et-Oise.
En 1896, il déménage pour s'installer au 55 bis, avenue de Villiers à Neuilly-sur-Seine. C’est dans son nouveau logement de Neuilly-sur-Seine que décède le 25 avril 1896 sa fille Suzanne, âgée de deux ans et demi.
Au Salon des artistes français qui se tient au Grand Palais à Paris, il expose pour la première fois une sculpture Trop Tard, qui représente un groupe de chiens bassets au terrier. Il crée également deux sculptures en cire bronzée : Un braconnier, et Maternité, une statue rendant hommage aux mères. Il expose ses deux œuvres dans les salles du Musée de Versailles, soutenu une fois de plus par la Société des amis des Artistes du département de la Seine-et-Oise. Pour cette exposition, il peint également Cour de chenil, exprimant une fois encore son attachement aux représentations animalières.
Alors que le XIXe siècle s'achève, en 1899, décèdent en quelques mois son père Moïse Chamchain (dit Maurice Samson), son oncle Jacques Meyer (dit Henri Meyer), et son cousin, Henri Mayer, peintre et décorateur. Cinq ans plus tard, en 1904, Emmanuel Samson perd son deuxième oncle, peintre et émailleur d'art, Alfred Meyer.
Au début du vingtième siècle, dans le cadre de l'Exposition canine de 1903 qui se tient aux Tuileries sous la houlette de la Société Centrale pour l'Amélioration des Races de Chiens en France, Emmanuel Samson expose des œuvres qualifiées par la presse spécialisée de « brillantes et de tout premier ordre ». En 1907, il présente ses toiles au Salon des Peintres et Sculpteurs de Chasse et Vénerie, ainsi qu'à l'Exposition canine de 1907. L'année suivante, il expose de nouveau à l'Exposition canine de 1908 organisée par le petit Salon de la Société des Peintres et Sculpteurs de chevaux. En 1909, son œuvre Relais volant est présentée au Salon des artistes français. À cette date, Emmanuel Samson réside avec sa femme, ses deux filles et leur domestique Jeanne Lalanne, au 69 rue Raspail à Bois-Colombes.
Lors de la grande crue de la Seine en janvier 1910, Emmanuel Samson peint des scènes originales d’animaux en perdition face à la montée des eaux. Il participe ainsi, par la vente de ses représentations sur cartes postales, à l’élan de solidarité au bénéfice des sinistrés. Parmi ses œuvres : Abandonné, peint à Argenteuil, représente un chien dérivant sur un tonneau, Chat sur un panier de volailles montre un chat se laissant porter par les flots, tapi sur une cage renfermant des volailles. Une autre toile dépeint un chien entouré de ses chiots, dont l’un d’eux tente désespérément de s’accrocher à l’embarcation de fortune dérivant sur la Seine.
La même année, il expose à nouveau ses peintures à l'Exposition canine de 1910, que le journal L'Illustré parisien qualifie de « un des « great event » de la saison parisienne, où, pendant huit jours, le « Tout-Paris » et la « gentry » provinciale fusionnent, fraternisent et se confondent ».
En 1911, Emmanuel Samson présente des études de chiens au Salon de l'école française, qui expose exclusivement des réalisations d'artistes français. Comme le rapporte le journal La Liberté, « les études de chiens de M. Emmanuel Samson ont de la verve et de la drôlerie ». Au Salon de Paris, il expose notamment : Le retour du troupeau, Les retardataires, La rentrée au bercail, Le retour du maître, Jalousie, Chiens de chasse au repos. Sur cette dernière toile, les quatre chiens de chasse paraissent attendre les consignes du maître. Emmanuel Samson y confirme son goût pour la représentation des scènes de chasse, avec le chien comme élément pictural caractéristique.
Pendant cette période, le nouvel habitant de Bois-Colombes s'adonne à la sculpture et expose ses œuvres au Salon des artistes français : Détresse et Après le combat en 1912, Berger et ses chiens en 1913, puis L’Intrus, ainsi qu’un ensemble de six petits bronzes en 1914.
Mais cette période productive est assombrie par les décès successifs de sa mère Henriette Meyer en 1910, de son épouse Adolphine Braga en 1911, et de ses cousins artistes-peintres, Georges Meyer en 1913 à Paris, et Émile Meyer en 1914 à Bâle (Suisse).
Le 1er août 1914, la Guerre est déclarée avec l’Allemagne. Compte tenu de son âge, Emmanuel Samson n’est pas mobilisé, mais il participe à l’effort de guerre en peignant des scènes émouvantes présentées au Salon de la Guerre en 1915 : Le départ pour la guerre, et Triste retour.

### Un peintre montmartrois
En 1920, au sortir de la Grande Guerre, Emmanuel Samson réside au 63, rue Caulaincourt à Montmartre, dans l'immeuble voisin de celui de la Société des artistes indépendants. Beaucoup de ses jeunes collègues artistes ont eu à se confronter à la « rude secousse de quatre ans de guerre passées aux tranchées ou dans les services divers du front ». Son goût pour les scènes animalières continue de s'exprimer à travers ses nombreuses réalisations. Il présente au 13e Salon de l’école française une statuette en plâtre intitulée La Ruée, « œuvre pleine de mouvement et d’expression ». Il expose de nouveau cette œuvre en 1920 au Salon des artistes français au Grand Palais des Champs Élysées, avenue Alexandre III. Il y présente également en 1921 son groupe en plâtre intitulé Vigilance.
En 1923, lors de la vingt-sixième exposition au Grand Palais des Peintres et Sculpteurs de chevaux, il présente à nouveau sa statue en bronze Relais Volant, statue emblématique de sa prédilection pour les scènes de chasse.
Le 26 février 1924, à 63 ans, Emmanuel Samson épouse en secondes noces sa compagne et ancienne domestique Jeanne Lalanne, âgée de 39 ans. Cette même année, il expose au Salon des artistes français trois bronzes à cire perdue, intitulés : Braque d'Auvergne rapportant un lièvre, Épagneul breton rapportant un col vert, et Chasseur Kirgis. L'année suivante, en 1925, il expose à nouveau au Salon son groupe en bronze L'Intrus.
Emmanuel Samson continue d’exposer au Salon des artistes français jusqu'à la fin de sa vie. Le 26 avril 1926, à 66 ans, il décède à son domicile parisien du 63 rue Caulaincourt. La revue de L'Union provinciale des Arts décoratifs, datée du 1er juillet 1926, lui rend hommage en ces termes : « […] je voudrais adresser un hommage au brave homme et à l’artiste de talent qu’était le regretté peintre et sculpteur animalier Emmanuel Samson, mort tout récemment et dont les belles œuvres figuraient au Salon des artistes français depuis de longues années ».
Une rétrospective de l'œuvre d'Emmanuel Samson est organisée en 1927 dans les galeries du Grand Palais, dans le cadre de la trentième Exposition des Peintres et Sculpteurs de Chevaux au Concours Hippique. Elle laisse découvrir l'évolution artistique du peintre et sculpteur animalier qu'il a été durant quatre décennies.

## Principales œuvres

### Peintures
- Japonaise (Fantaisie), exposée au Salon des indépendants de 1889
- Rêverie, exposée au Salon des indépendants de 1889
- Sur les quais, exposée au Salon des indépendants de 1889
- Piqueur au relais, toile 40,2 × 24 cm
- L'inondation, toile 130 × 51 cm
- Chien de chasse

### Sculptures
- Renard emportant sa proie - Groupe en terre cuite à patine médaille
- Lièvre à l'écoute - Epreuve en bronze à patine verte
- Trop tard ! (chiens bassets au terrier) - Groupe, pâte plastique, exposé au Salon des artistes français de 1896
- Relais volant - Groupe bronze, exposé au Salon des artistes français de 1909
- Après le combat - Groupe bronze à cire perdue, exposé au Salon des artistes français de 1912
- Détresse - Groupe plâtre, exposé au Salon des artistes français de 1912
- Berger et ses chiens – Bronze, exposé au Salon des artistes français de 1913
- L’intrus - Bronze, épreuve unique, exposée au Salon des artistes français de 1914
- Ensemble de six petits bronzes, présentés dans une vitrine au Salon des artistes français de 1914 : Cocker avec grenouille, Flirt, Cocker au rapport, Lièvre à sa toilette, Fox terrier et rat, et Lièvre faisant chandelier
- Cerf huit cors l’antérieur gauche levé – Bronze
- Un braconnier– Statue en cire bronzée
- Maternité – Statue en cire bronzée

### Dessins, illustrations
- Briard et Chien de chasse. Deux dessins au pastel signés, disposés recto/verso sur le même papier, taille totale emmêlée : 40,6 × 51,8 cm, dessins seuls : 27,4 × 37,6 cm
- Le départ pour la guerre - 1915 - Salon de la Guerre
- L’intrus - Carte postale ancienne - Salon de Paris
- Jalousie - Carte postale ancienne - Salon de Paris
- Premières Armes - Carte postale ancienne - Salon de Paris
- Les retardataires - Carte postale ancienne - Salon de Paris
- La rentrée au bercail - Carte postale ancienne - Salon de Paris
- Le radeau de la Méduse - Carte postale ancienne - Salon de Paris
- Le Retour du Maître - Carte postale ancienne - Salon de Paris
- Triste Retour-La maison en ruine - Carte postale ancienne - Salon de la Guerre
- Abandon - Carte postale ancienne - Salon 1910
- Irruption - Carte postale ancienne - Salon 1912
- Dernier voyage - Carte postale ancienne - Salon de Paris